# Campus für Christus Deutschland
Campus für Christus (Eigenschreibweise: CAMPUS FÜR CHRISTUS) ist eine konfessionell unabhängig geprägte Missionsbewegung. Sie ist ein finanziell unabhängiges Mitglied von Campus Crusade for Christ International (CCCI, heute: CRU). Die europäische Ebene heißt Agape Europe.
Seit 1967 gibt es den in Berlin gegründeten Campus für Christus Deutschland e. V. Bekannt wurde er besonders durch die Studentenarbeit an den Universitäten.

## Ziele
Unter dem Motto „Make Jesus known.“ arbeitet Campus für Christus als Missionsbewegung überkonfessionell mit verschiedenen Kirchen, Gemeinden und Organisationen zusammen.
Erklärtes Ziel ist es
- Menschen durch Wort und Tat für ein Leben mit Gott zu gewinnen. (Mission)
- Christen durch Mentoring, Training und persönliche Hilfe zu fördern. (Jüngerschaft)
- die Botschaft von Jesus Christus zu multiplizieren und weitere Mitarbeiter zu senden. (Missionare in neue Städte schicken.)

Campus für Christus arbeitet auf der Glaubensgrundlage der Deutschen Evangelischen Allianz. Der eingetragene Verein ist Mitglied des evangelikalen netzwerk-m, der Arbeitsgemeinschaft Missionarische Dienste (AMD) der Evangelischen Kirche in Deutschland (EKD) und ist dem Diakonischen Werk der Evangelischen Kirche angegliedert.

## Geschichte
CCCI wurde 1951 an der University of California, Los Angeles in den USA durch den damaligen Geschäftsmann Bill Bright gegründet. Bright wollte, nach eigener Aussage, in erster Linie Studenten als zukünftige Schlüsselpersonen der Gesellschaft „zu einem Leben mit Gott einladen“, um damit letztlich jeden Menschen zu erreichen.
Zu Anfang war CCCI eine reine Studentenarbeit, mit Ziel der Weltmission. Inzwischen gehört die Organisation mit ihren etwa 60 Arbeitszweigen zu den weltweit größten Missionswerken. Im Jahr 2008 umfasste CCCI 25.000 hauptamtliche Missionare und hat 225.000 Ehrenamtliche in der ganzen Welt ausgebildet.
Campus Crusade trat energisch der damals wachsenden Opposition gegen Ronald Reagans Mittelamerikapolitik entgegen. Die Jahre 1978 und 1979 waren bestimmt durch intensive Evangelisationsarbeit der dortigen „Alfa y Omega“ (Name von Campus Crusade in Lateinamerika), viele neue Mitglieder wurden gewonnen. Man sah sich als „Stoßtruppen“, mit einer Rolle in einem ideologischen Kampf: Kommunismus und Theologie der Befreiung sollten zurückgedrängt und liberale Pastoren diskreditiert werden.
Bill Bright erhielt 1996 den mit 1,1 Millionen US-Dollar dotierten Templeton-Preis für Fortschritt in Religion. Im Jahr 2000 berief Bright Steve Douglass zu seinem Nachfolger als Präsident, der Wechsel wurde im August 2001 vollzogen. Der US-amerikanische Zweig der Organisation wurde 2012 in Cru umbenannt.
CCCI fordert seine Ableger in den verschiedenen Ländern zur nationalen Meinungsführerschaft und Selbstbestimmung auf.
Zu ersten Kontakten amerikanischer Campus-für-Christus-Mitarbeiter mit deutschen Christen kam es 1966 beim „Weltkongress für Evangelisation“. 1967 wurde der „Campus Crusade for Christ e. V.“ (wörtlich: Kreuzzug für Christus auf dem Hochschulgelände) in Deutschland gegründet und später in „Campus für Christus e. V.“ umbenannt, weil das Wort „Kreuzzug“ im deutschen Sprachraum im Gegensatz zum amerikanischen „Crusade“ stark negativ konnotiert ist. Die Studentenarbeit, als einer von vielen Arbeitsbereichen, begann ihre Arbeit an den Universitäten in Freiburg und Berlin. Von Westdeutschland aus wirkte sie noch zu DDR-Zeiten als „Matthäus-Arbeit“ inoffiziell in Ostdeutschland. 2015 wurde dieser Arbeitsbereich umbenannt in Campus Connect. Es gibt Campus Connect in Deutschland an 27 Universitäten mit 18 haupt- und knapp 600 ehrenamtlich Mitarbeitenden.
Campus für Christus in Deutschland hat nach eigenen Angaben heute etwa 139 Mitarbeitende in verschiedenen Arbeitsbereichen. Es wird dezentral an den vier 4 Standorten Berlin, Gießen, Leipzig und Nürnberg – den sogenannten Campus Hubs – gearbeitet.
Die Leitung von Campus für Christus in Deutschland besteht aus einem Missionsleiter und einem mehrköpfigen geschäftsführenden Vorstand. Missionsleiter von Campus waren:
- Frank Kifer (1966–1968)
- Dennis Griggs (1968–1976)
- John Nyquist (1976–1977)
- Clark Peddicord (1977–1984)
- Hans-Joachim Hahn (1984–1989)
- Pfarrer Jürgen Steinbach (1989–1992)
- Duane Conrad (1992–2006)
- Clemens Schweiger (2006–2019)
- Andreas Boppart (2019–2022)
- Florian Stielper (seit 2022)[9].

Auch in der Schweiz gibt es Campus für Christus, diese gibt die überkonfessionelle Zeitschrift Amen heraus.

## Arbeitszweige
Der Arbeitsbereich mit dem historisch gesehen größten Publikum war das Jesus-Projekt. Es informierte mithilfe des campuseigenen Jesusfilms nach Vorlage des Lukasevangeliums und warb für den Glauben. Der Film ist in mehr als 1000 Sprachen übersetzt worden. Alle Arbeitsbereiche werden durch den eigenen Verlag Campus für Christus unterstützt, die meisten Publikationen werden damit selbst verlegt.
Eine Auswahl der weltweit ungefähr 60 Arbeitsbereiche (in Deutschland gibt es davon 14):
- Athletes in Action (AiA) ist ein Arbeitsprojekt unter Profisportlern.
- central arts ist ein Arbeitsbereich für Kunstschaffende im deutschsprachigen Raum.
- Campus Connect ist der Kern der Bewegung.
- crescendo hat das Ziel, Berufsmusiker zu vernetzen.
- FAMILYLIFE hat das Ziel, Partnerschaften und Ehen zu stärken.
- FocusBerufung (bis 2010: Matthäusarbeit; bis 2020 Berufung leben) bildet ehrenamtliche Mitarbeiter für Gemeinden aus durch Seminare und persönliche Begleitung.[12][13]
- glaube.digital ermöglicht Erfahrungen mit dem christlichen Glauben.
- MyFriends unterstützt unter anderem Leiterinnen und Leiter von Kirchen.
- PRO11 ist eine Fußballorganisation, die Fußballschulen, Turniere und regionale Projekte veranstaltet.
- Shine Deutschland ist eine ökumenische Schülerinitiative, deren Wunsch es ist, junge Menschen in ihrer Entwicklung und Entfaltung ihrer Begabungen zu fördern und christliche Werte zu vermitteln.
- The Four hat das Ziel, Menschen und Gemeinden zu befähigen, über ihren Glauben zwanglos und frei zu sprechen.
- Die Botschaft von Campus für Christen ist bei den Vereinten Nationen als Nichtregierungsorganisation anerkannt.[14]
- Global Aid Network (GAiN) ist eine internationale Hilfsorganisation und leistet als Partner von Campus für Christus weltweit humanitäre Hilfe.

## Kritik
In den 2000er Jahren gab es zweimal Kritik zur Haltung einzelner Campusgruppen zur Homosexualität. Die Campusgruppe in Chemnitz wurde 2005 von Gaynial, einer Chemnitzer Gruppe homo- und bisexueller Studierenden, kritisiert. Sie hatte eine CD verteilt, die auf über 500 HTML-Seiten 30 Themen rund um das Studentenleben behandelte und unter mehreren hundert Internetlinks auch einen zur evangelikal-konservativen Organisation Wuestenstrom aufführte. Hierin sah Gaynial eine Empfehlung zur Heilung von Homosexualität. Die Campusgruppe als Herausgeber der CD distanzierte sich nach der Kritik von den Interpretationen auf der Webseite.

## Veröffentlichungen
- Der Mann, der in kein Schema passt: Der Jesus-Bericht von Lukas, CfC Gießen 1983, 5. Aufl. 1993, ISBN 978-3-88404-050-8.
- Jesus – Sein Leben, (gehört zu CfC Jesusfilm), CfC, Gießen 1990, ISBN 978-3-88404-083-6.
- ÜberLeben an der Uni, CfC, Gießen 1997, ISBN 978-3-88404-104-8.
- Andreas Bartels: Mission is possible, CfC, Gießen 1999, ISBN 978-3-88404-111-6.

## Periodika
- CAMPUS inside, Erscheinungsweise: einmal jährlich
  - frühere Titel: Impulse (1978–1985), Impulse für missionarisches Christsein (1986–2008, Heft 3), Erscheinungsweise: vierteljährlich
  - !mpulse. Für ansteckenden Glauben (2008, Heft 4 - 2021, Heft 1), Erscheinungsweise: vierteljährlich